# Secolul al XX-lea î.Hr.
(Secolul al XXIII-lea î.Hr. - Secolul al XXII-lea î.Hr. - Secolul al XXI-lea î.Hr. - Secolul al XX-lea î.Hr. - Secolul al XIX-lea î.Hr. - Secolul al XVIII-lea î.Hr. - Secolul al XVII-lea î.Hr. - Secolul al XVI-lea î.Hr. - Secolul al XV-lea î.Hr. - Secolul al XIV-lea î.Hr. - Secolul al XIII-lea î.Hr. - Secolul al XII-lea î.Hr. - Secolul al XI-lea î.Hr. - Secolul al X-lea î.Hr. - Secolul al IX-lea î.Hr. - Secolul al VIII-lea î.Hr. - Secolul al VII-lea î.Hr. - alte secole)

## Evenimente
- 2000 î.Hr.: Sosirea strămoșilor latinilor din Italia.
- 2000 î.Hr.: orașul Mantua a fost fondat.
- 2000 î.Hr.: Stonehenge este considerat a fi finalizat.
- 2000 î.Hr.: Fermierii și păstorii au călătorit spre sud din Etiopia și se stabilesc în Kenya.
- 2000 î.Hr.: Cai au fost domesticiți și folositi pentru transport.
- C. 2000 î.Hr.: Primul palat minoic din Creta.
- C. 2000 î.Hr.: Declinul civilizației Harappa a început.
- C. 2000 î.Hr.: Epoca Bronzului a început în nordul Chinei antice.
- 2000 î.Hr.: în conformitate cu scripturile religioase, Avraam a fondat iudaismul.
- 2040 î.Hr. - 1556 î.Hr.: Dinastia Xia în China, civilizația olmeciilor (Mezoamerica).
- 2064 î.Hr. - 1986 î.Hr.: războaiele dinastiei Twin în Egipt.
- C. 2000 î.Hr.: perioada Jomon s-a încheiat în Japonia.
- 1991 î.e.n.: Egipt : Faraon Mentuhotep IV a murit. Sfârșitul dinastiei XI. Amenemhat devine faraon. Începe dinastia XII
- C. 1985 î.Hr.: autoritatea politică a devenit mai puțin centralizată în Egiptul Antic.
- 1932 î.Hr.: Amoriți cuceresc Ur.
- 1913 î.Hr. - 1903 î.Hr.: Războiul Egipt-Nubia

## Oameni importanți

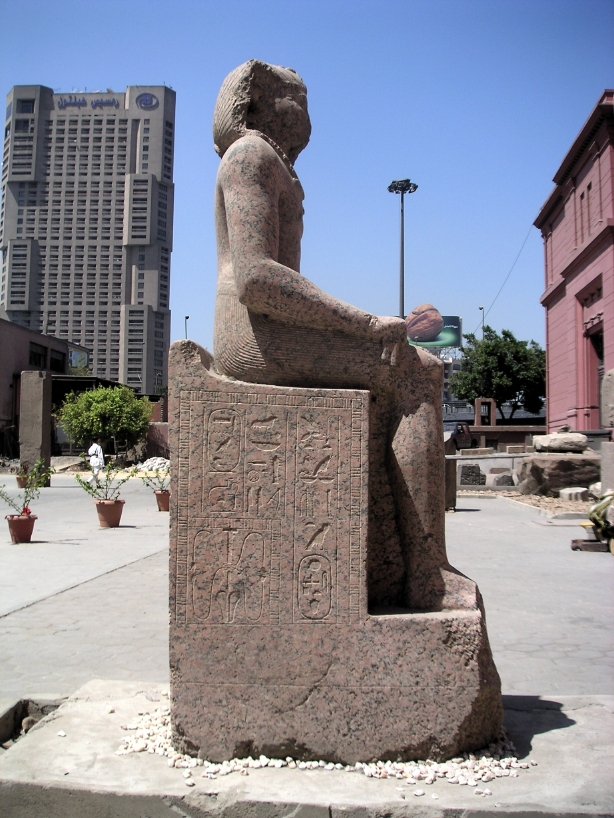
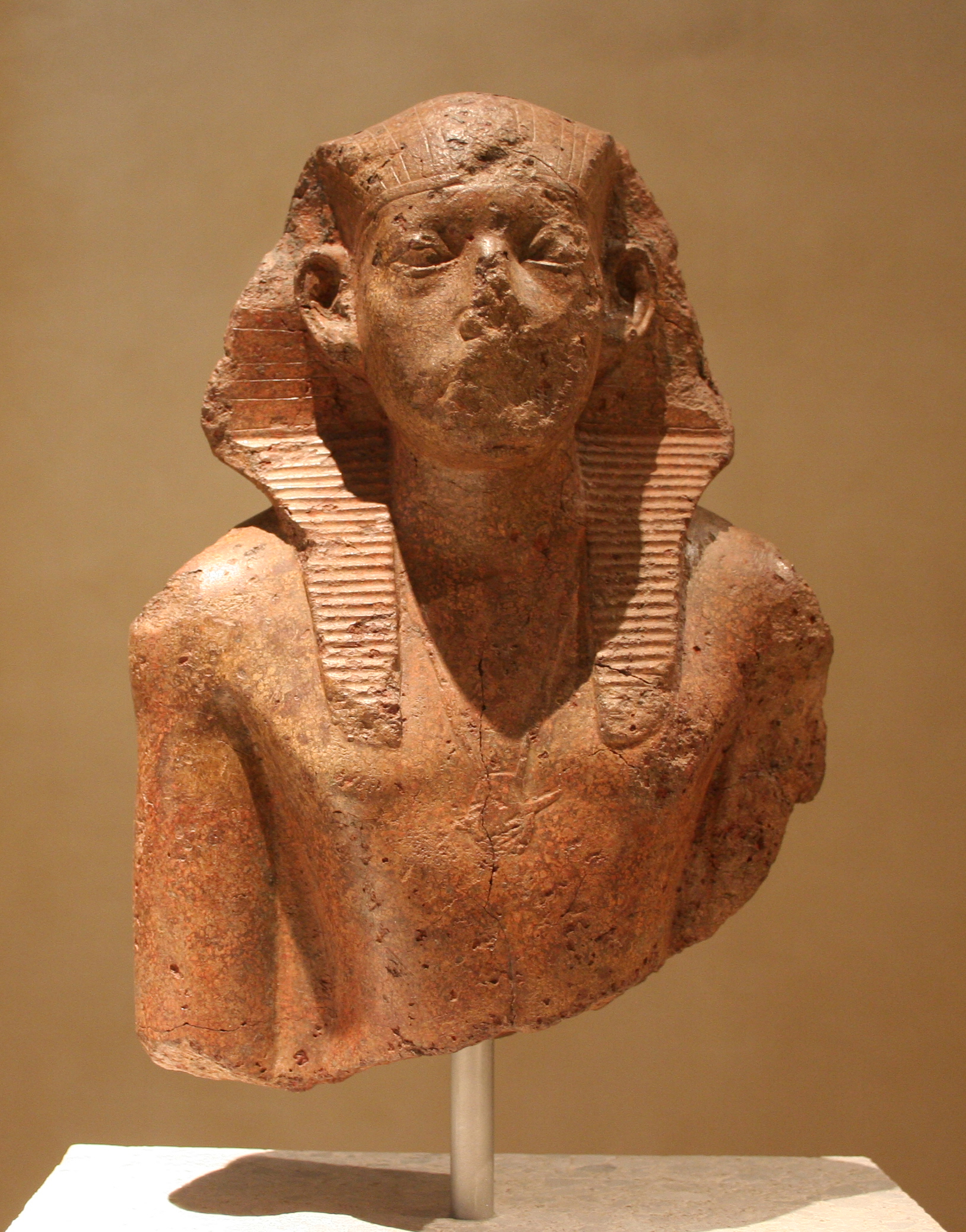
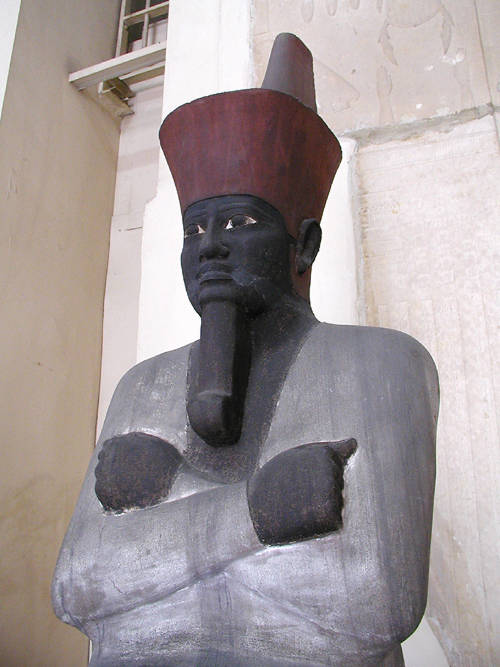
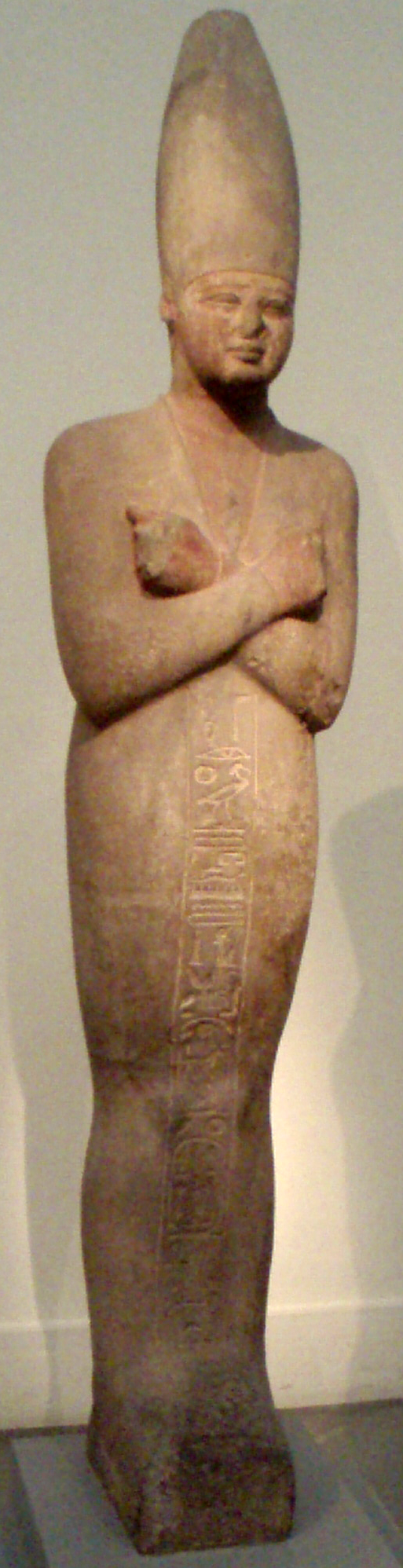
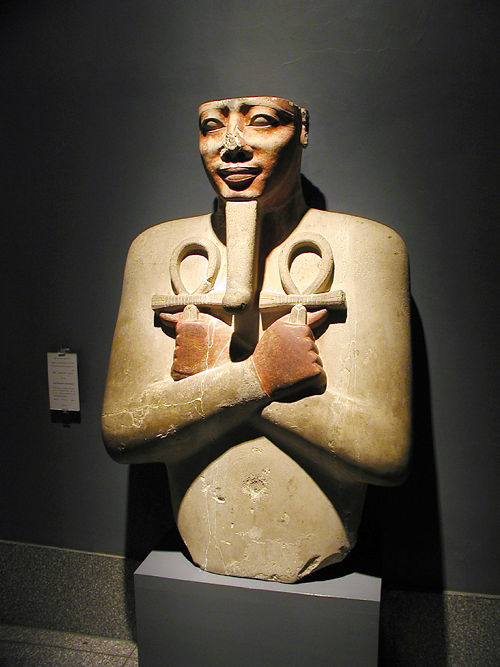

- Amenemhat I
- Amenemhat II
- Mentuhotep II
- Mentuhotep III
- Senusret I
- Ur-Nammu

## Astronomie
- 1953 î.Hr.: o aliniere a planetelor văzute cu ochiul liber a avut loc

## Invenții, descoperiri

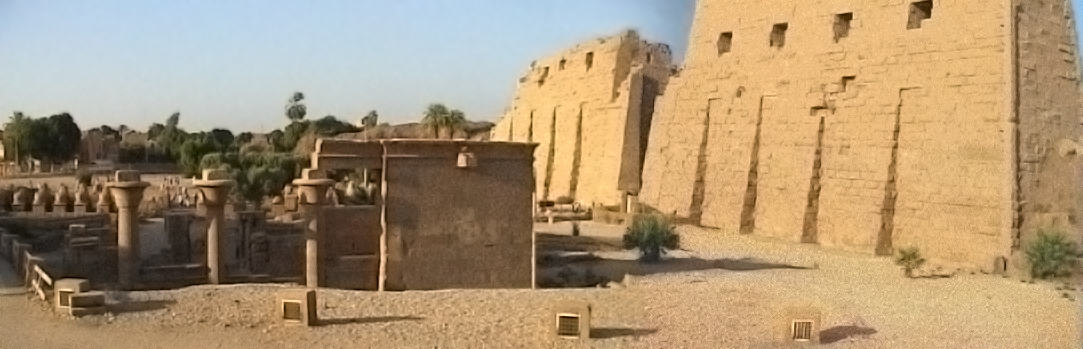
Templul lui Amon-ra de la Karnak, ridicat acum aproape patru milenii

- Epoca Bronzului în Europa Centrală (Italia, Grecia); metalurgia fierului la hitiți
- China: roata olarului
- 2.000 î.Hr. - 1.800 î.Hr.:
  - amenajarea cetății Fayum prin crearea lacului Karum
  - hitiții în Anatolia
  - civilizația megalitică în Europa Occidentală
- 1970 î.Hr.: începutul construcției templului de la Karnak

## Galerie

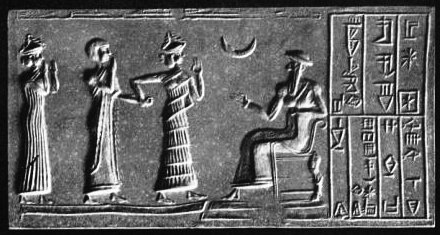
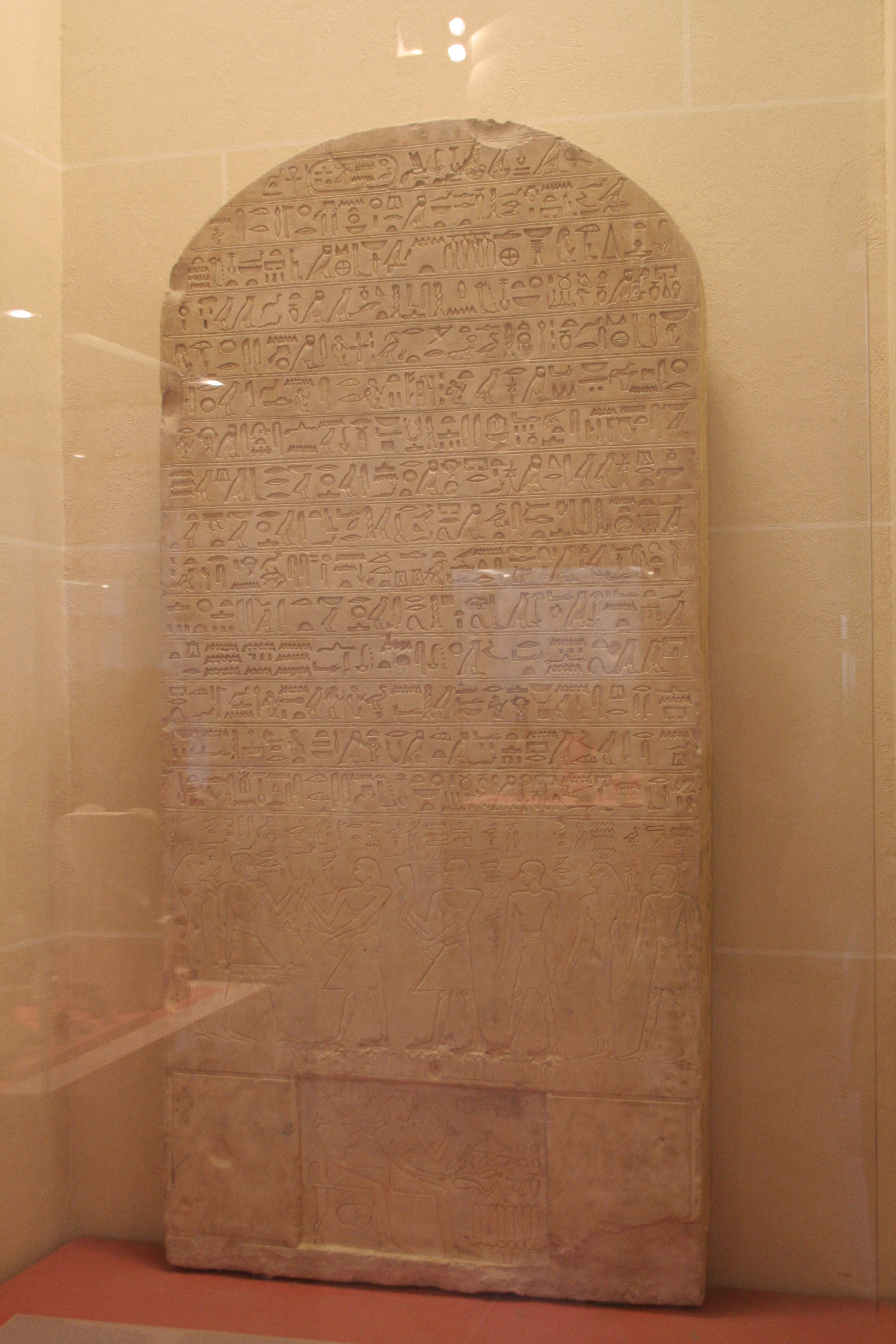
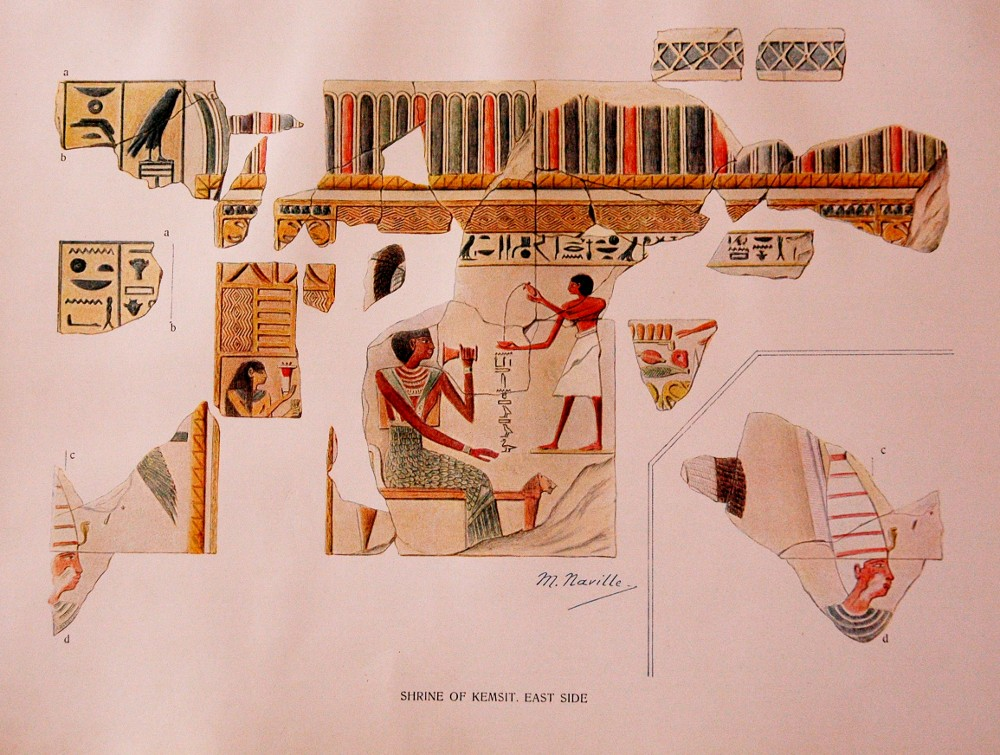
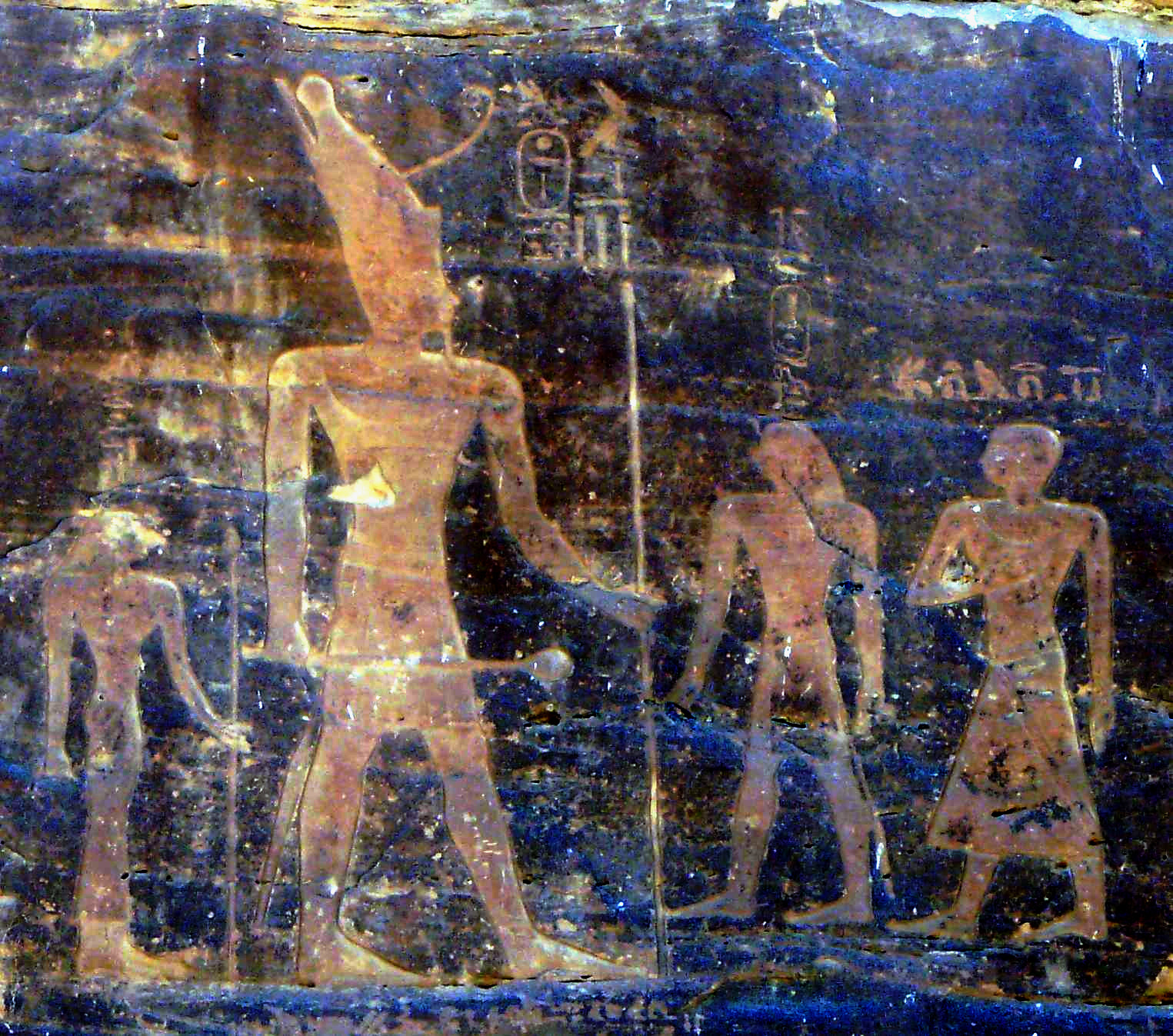
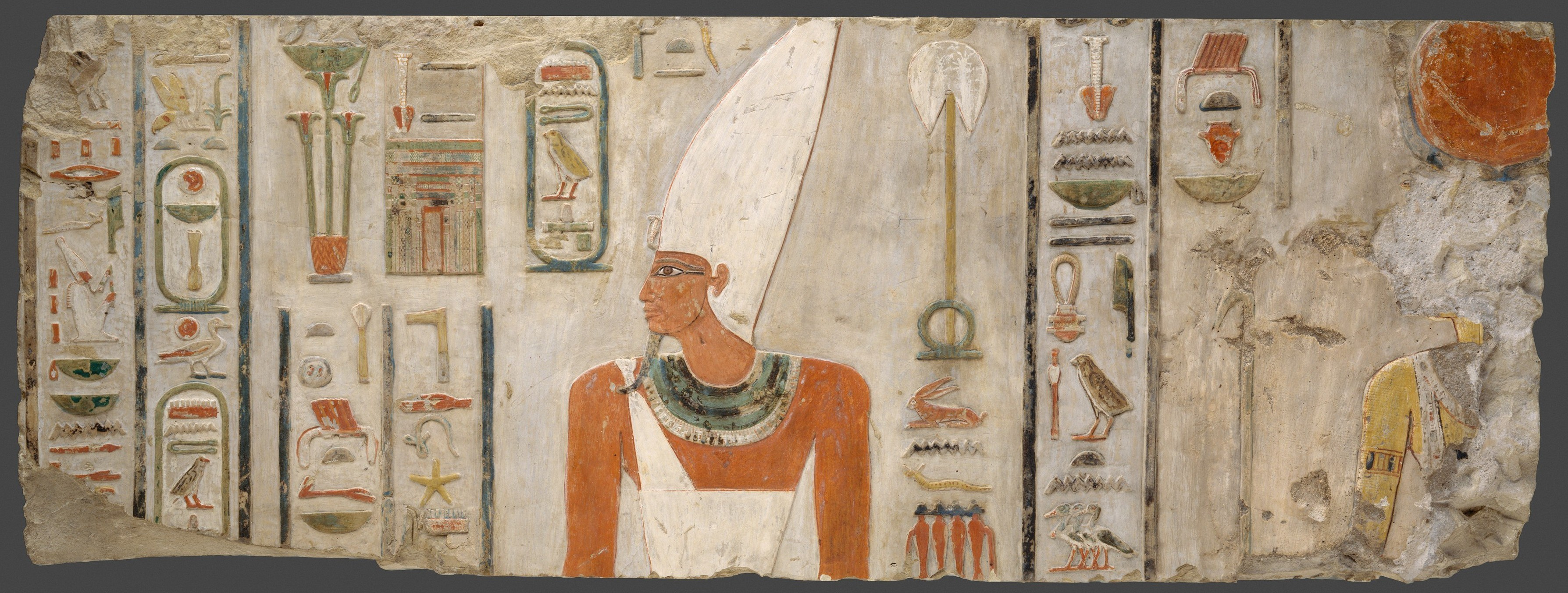
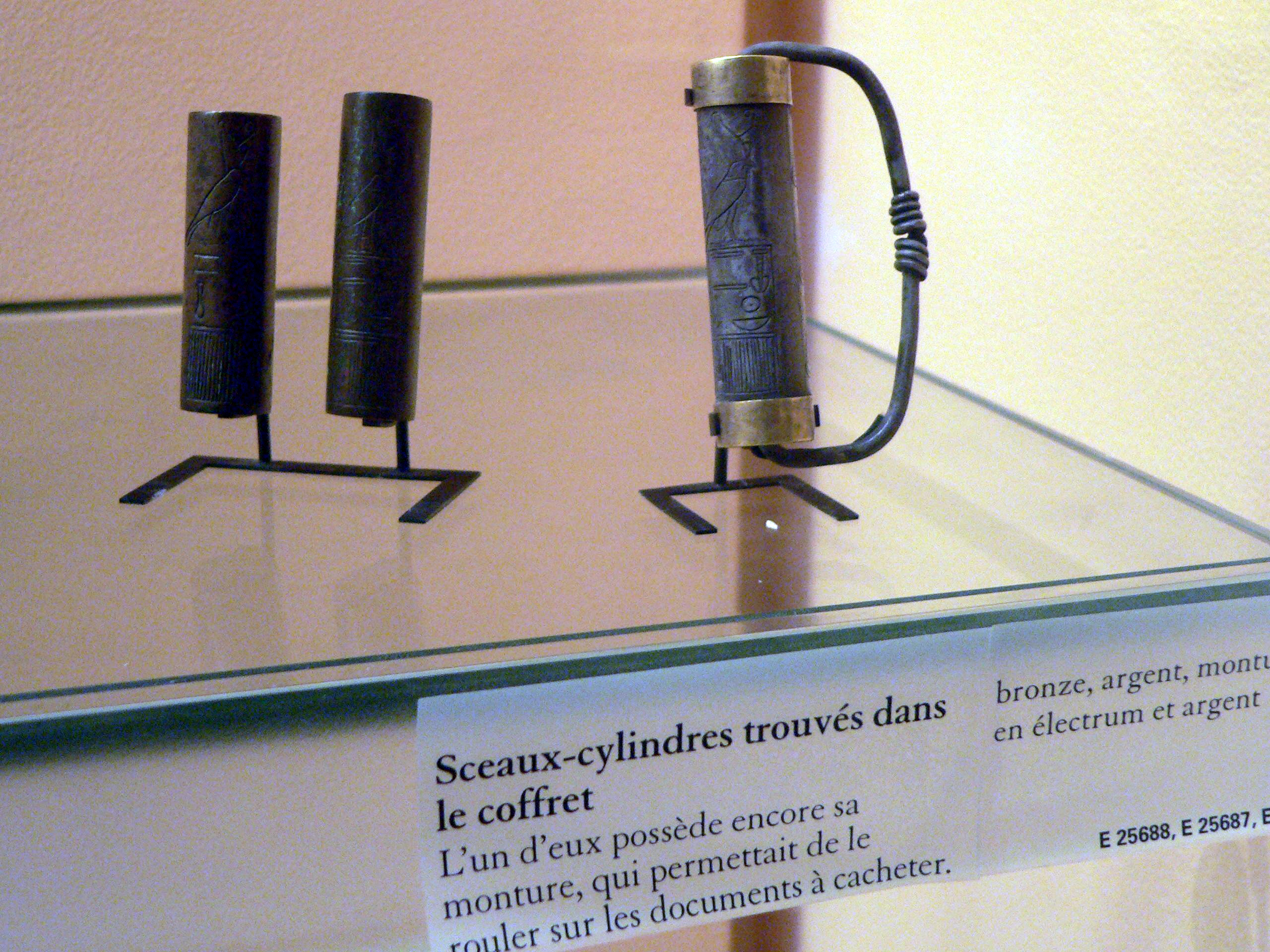
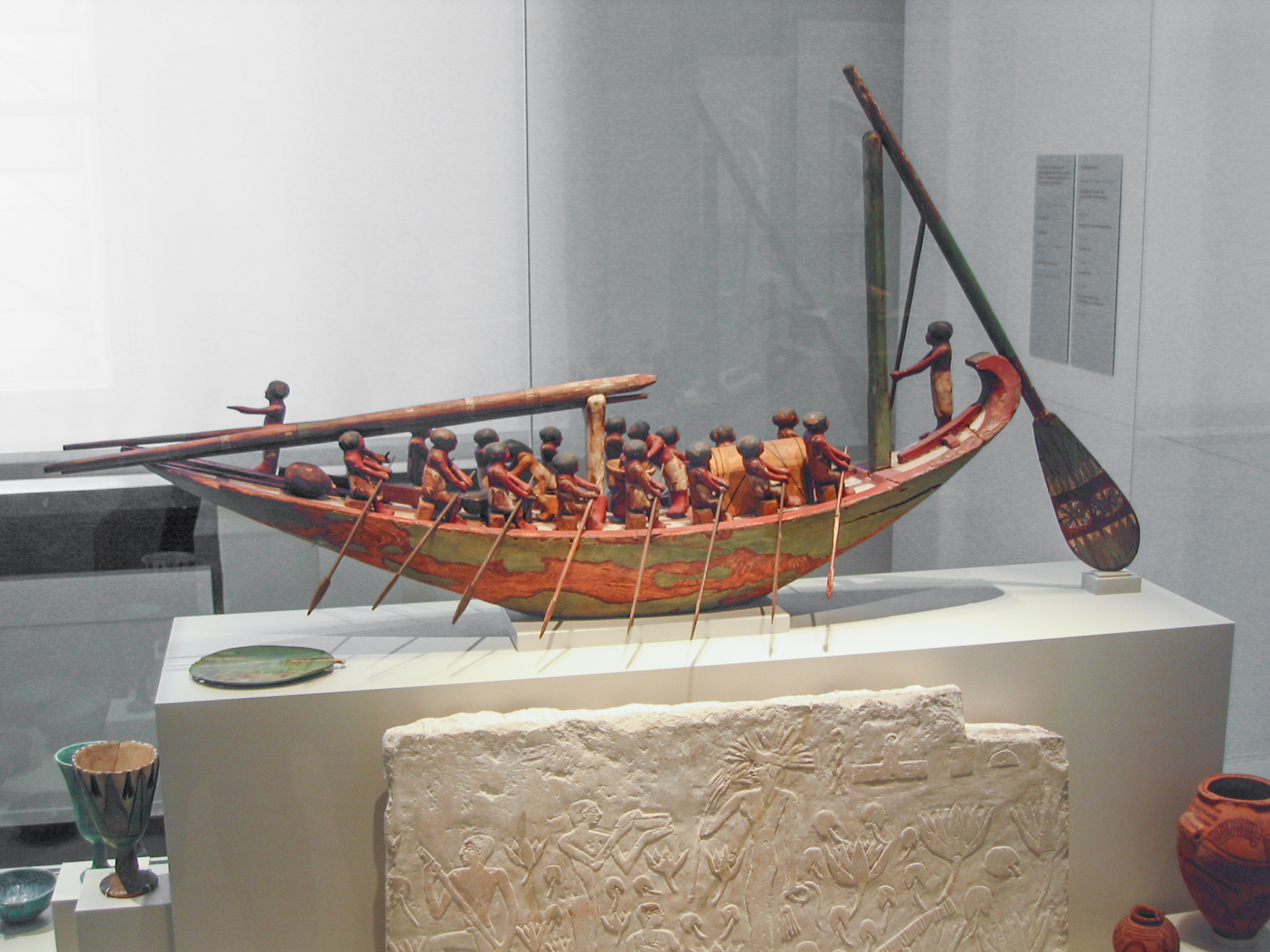
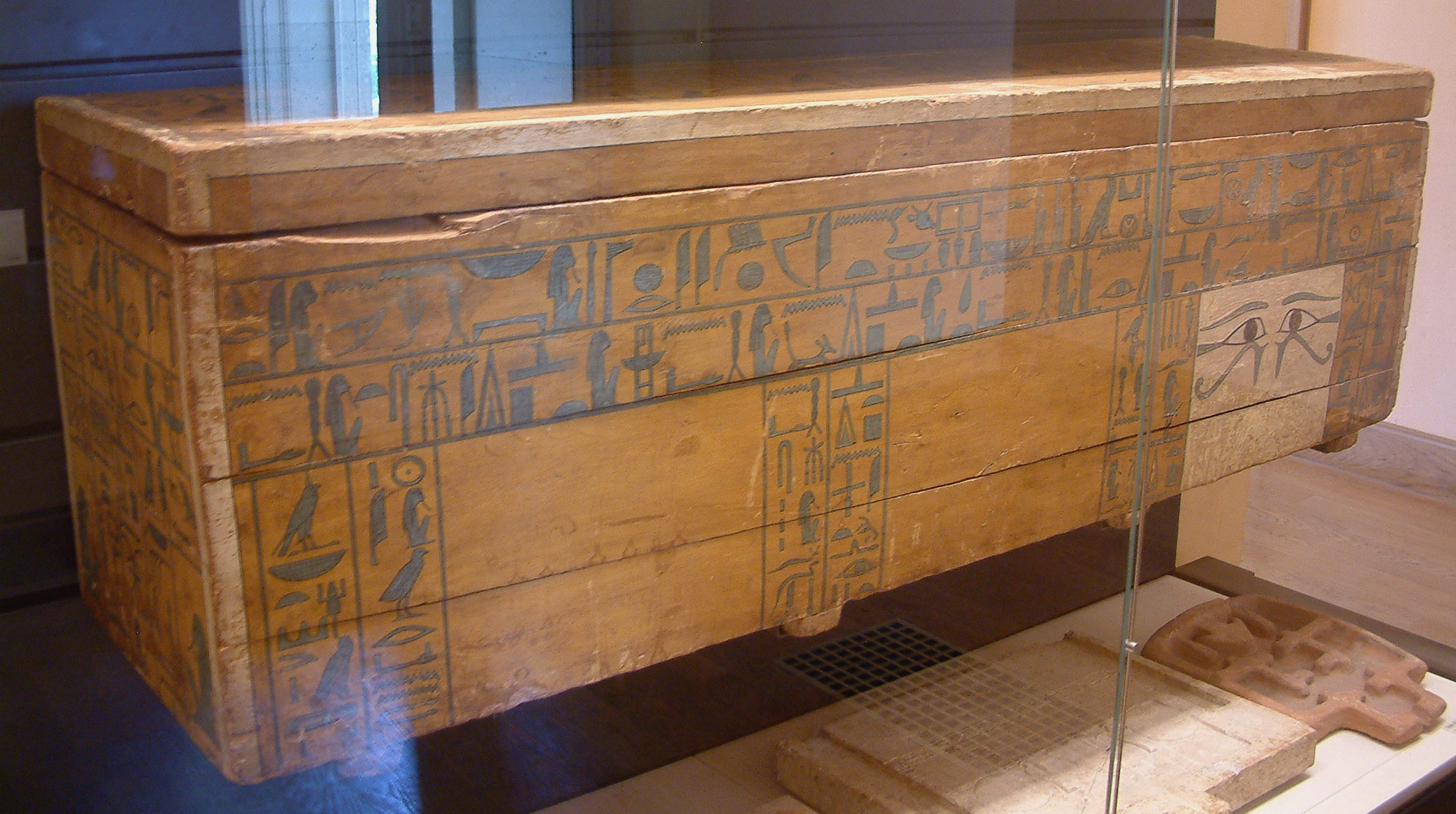
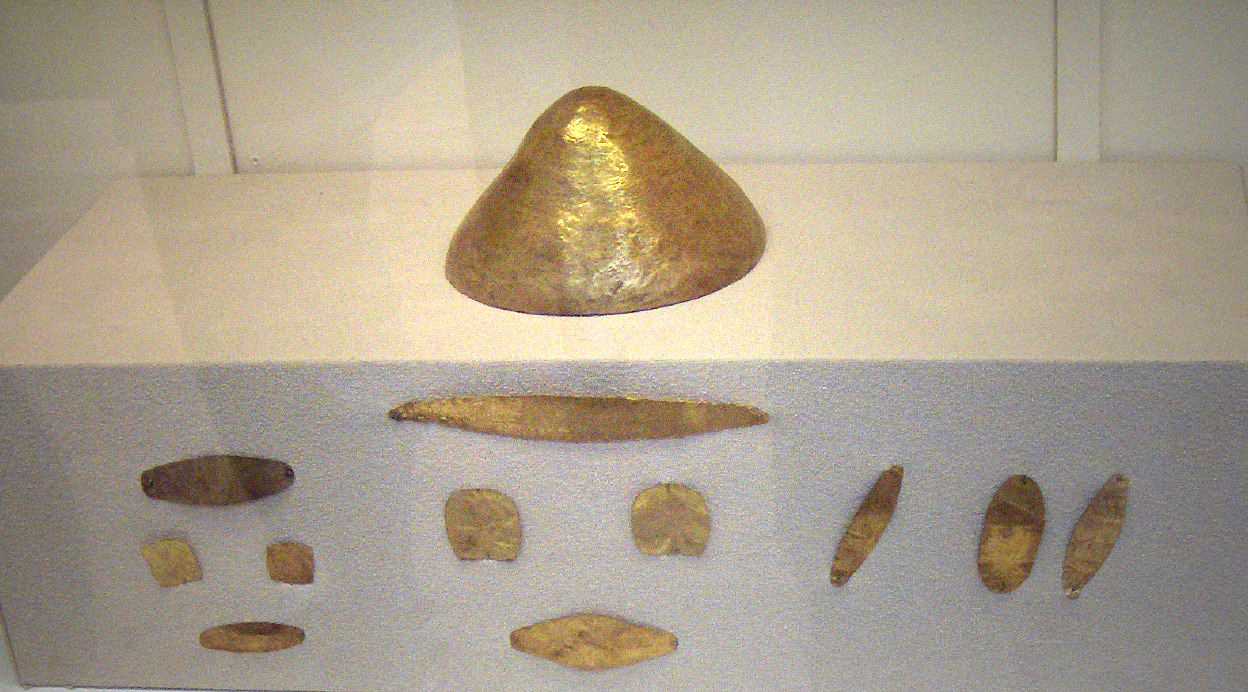
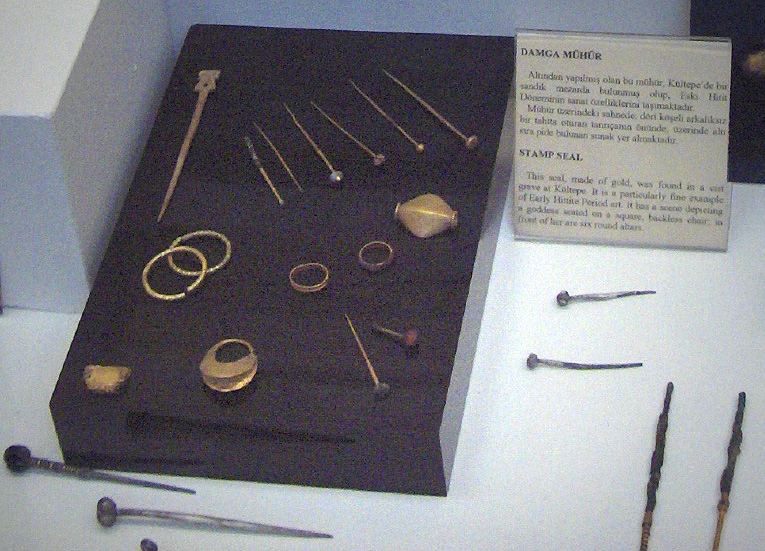
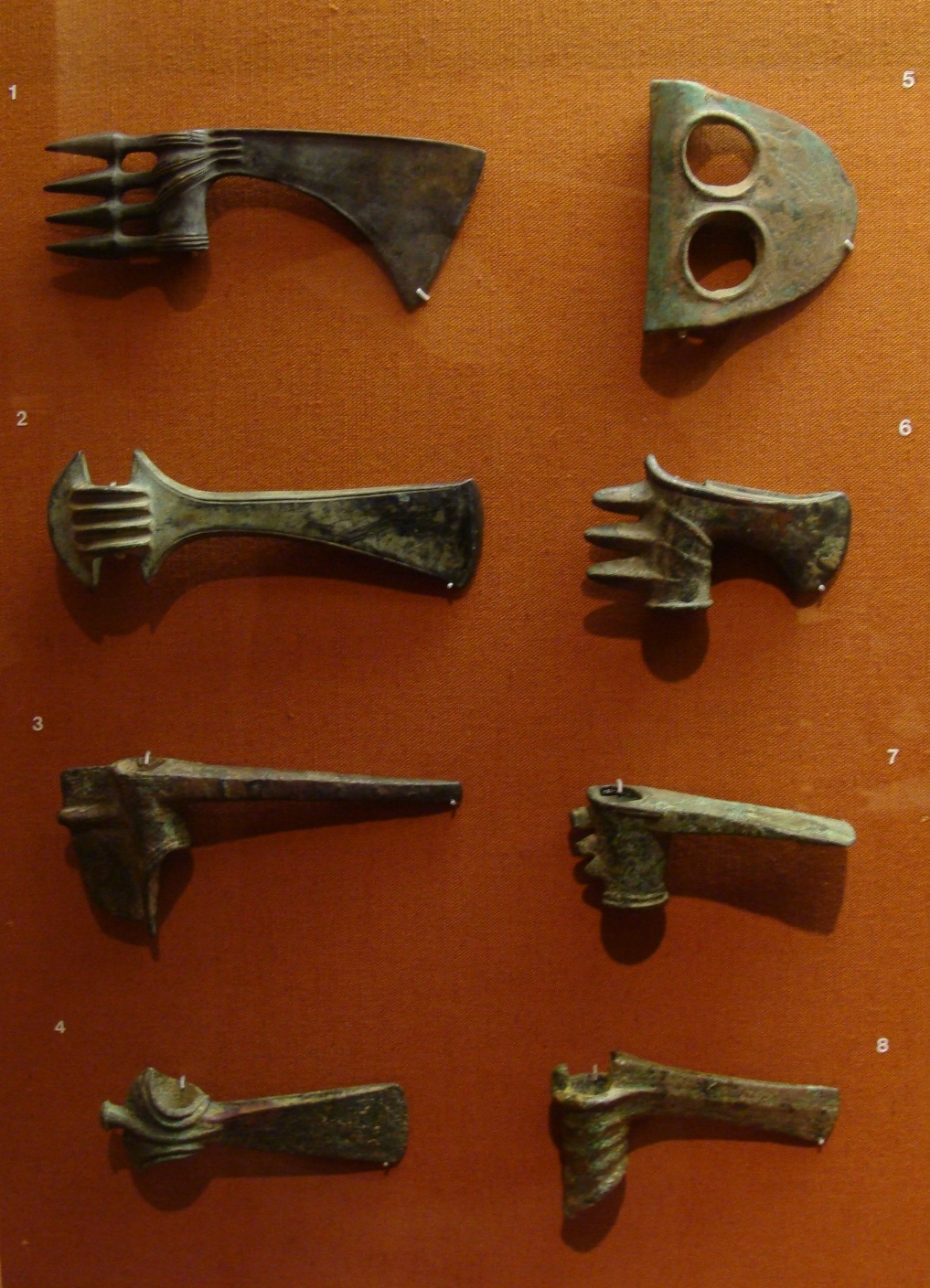
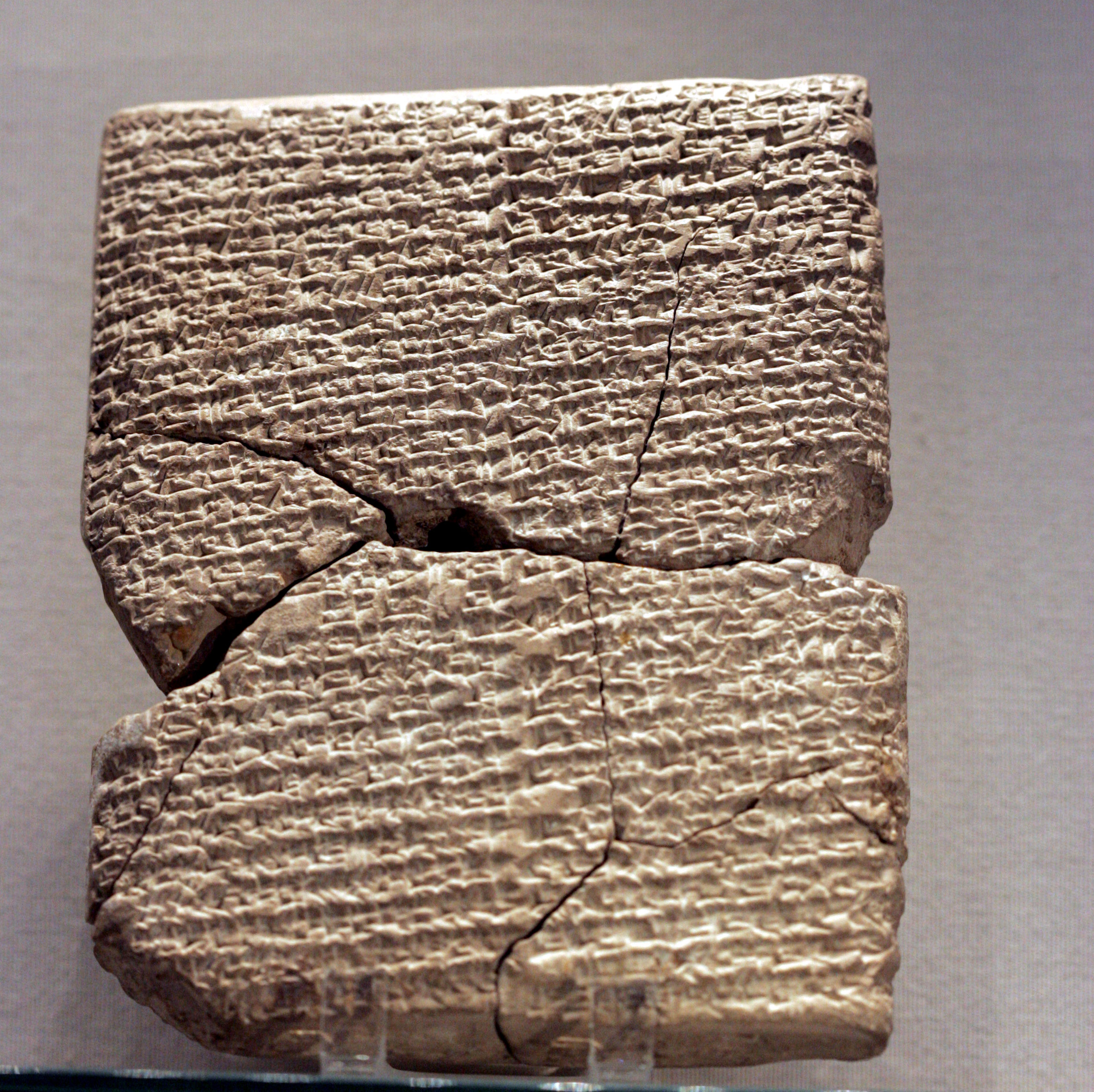
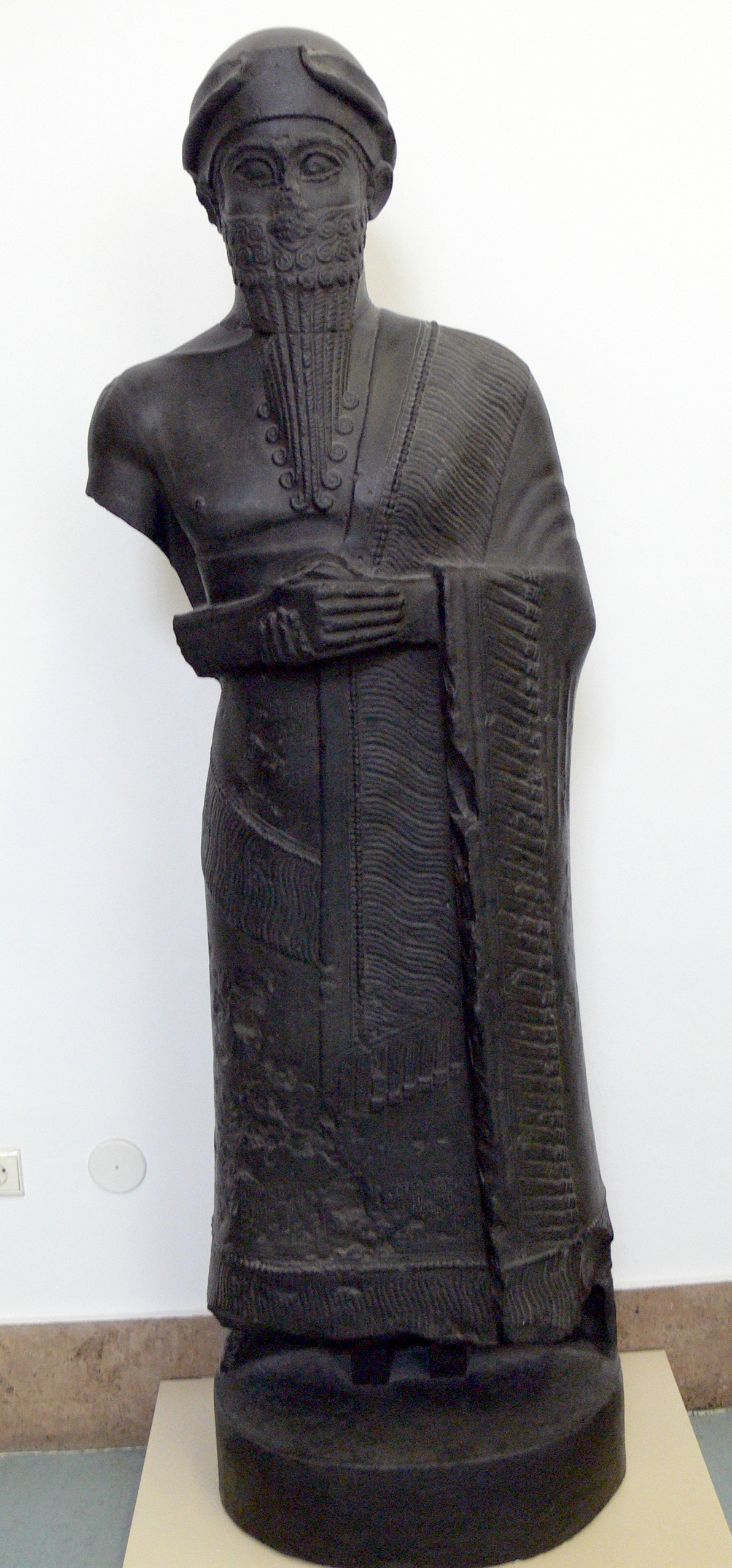
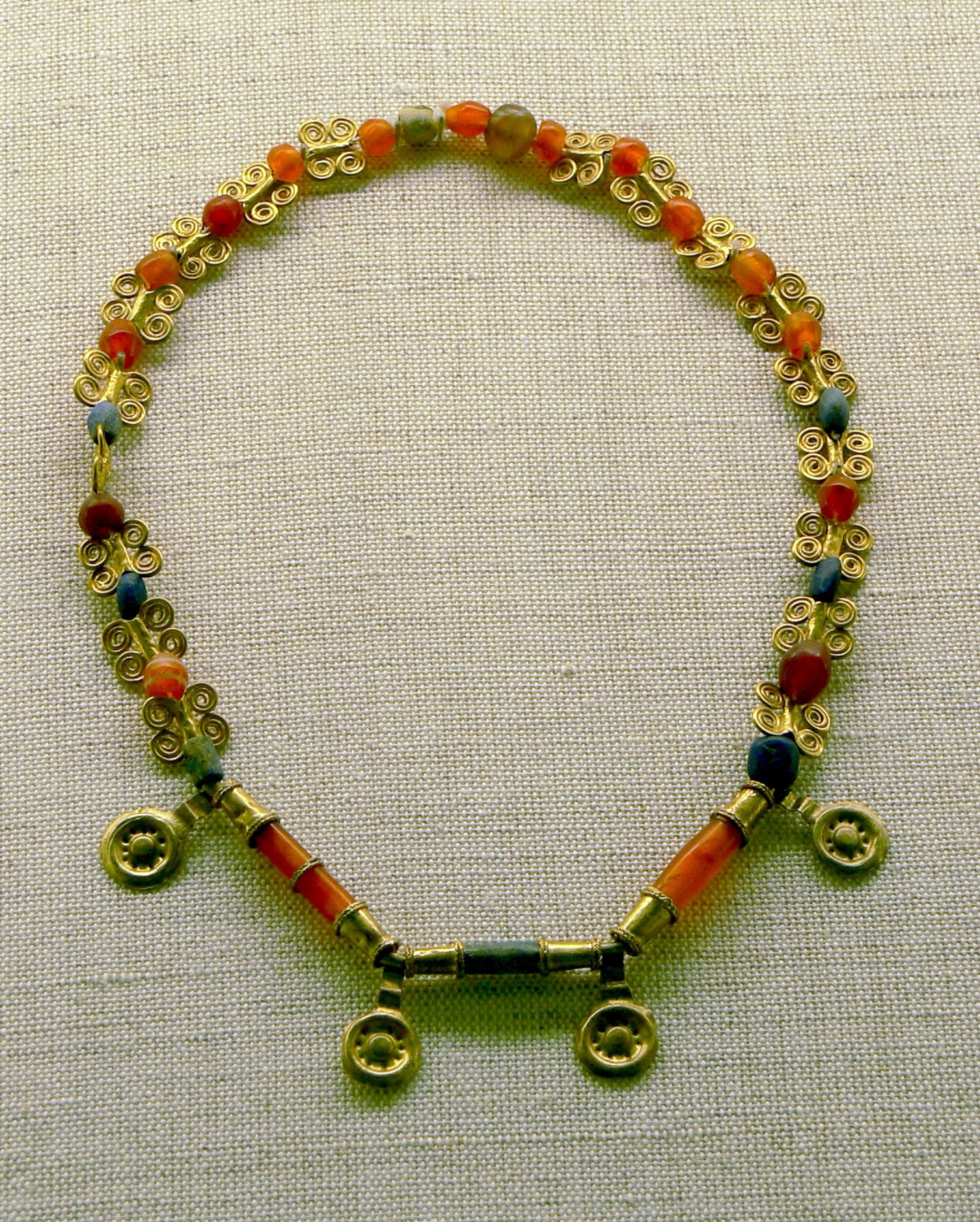
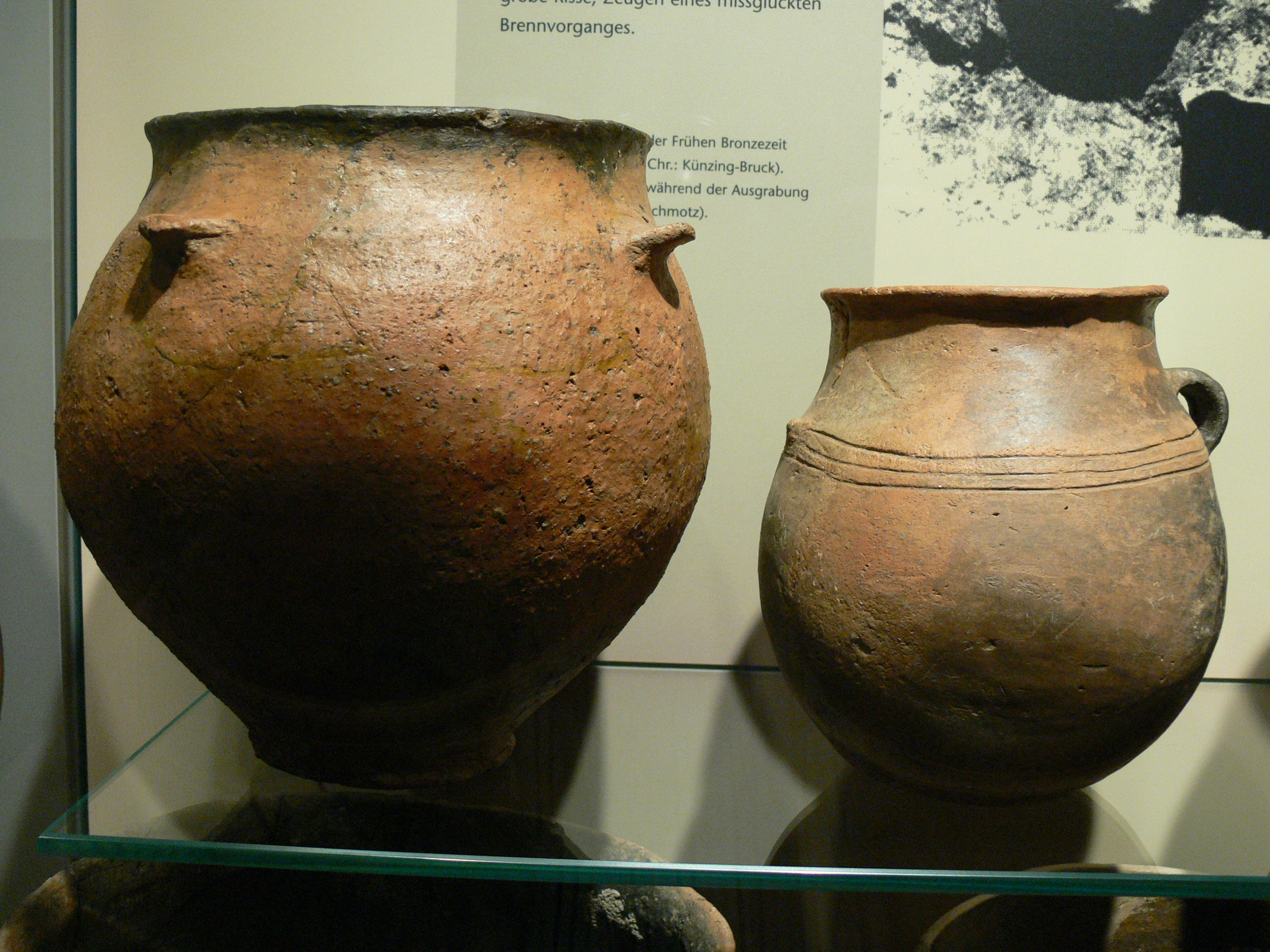
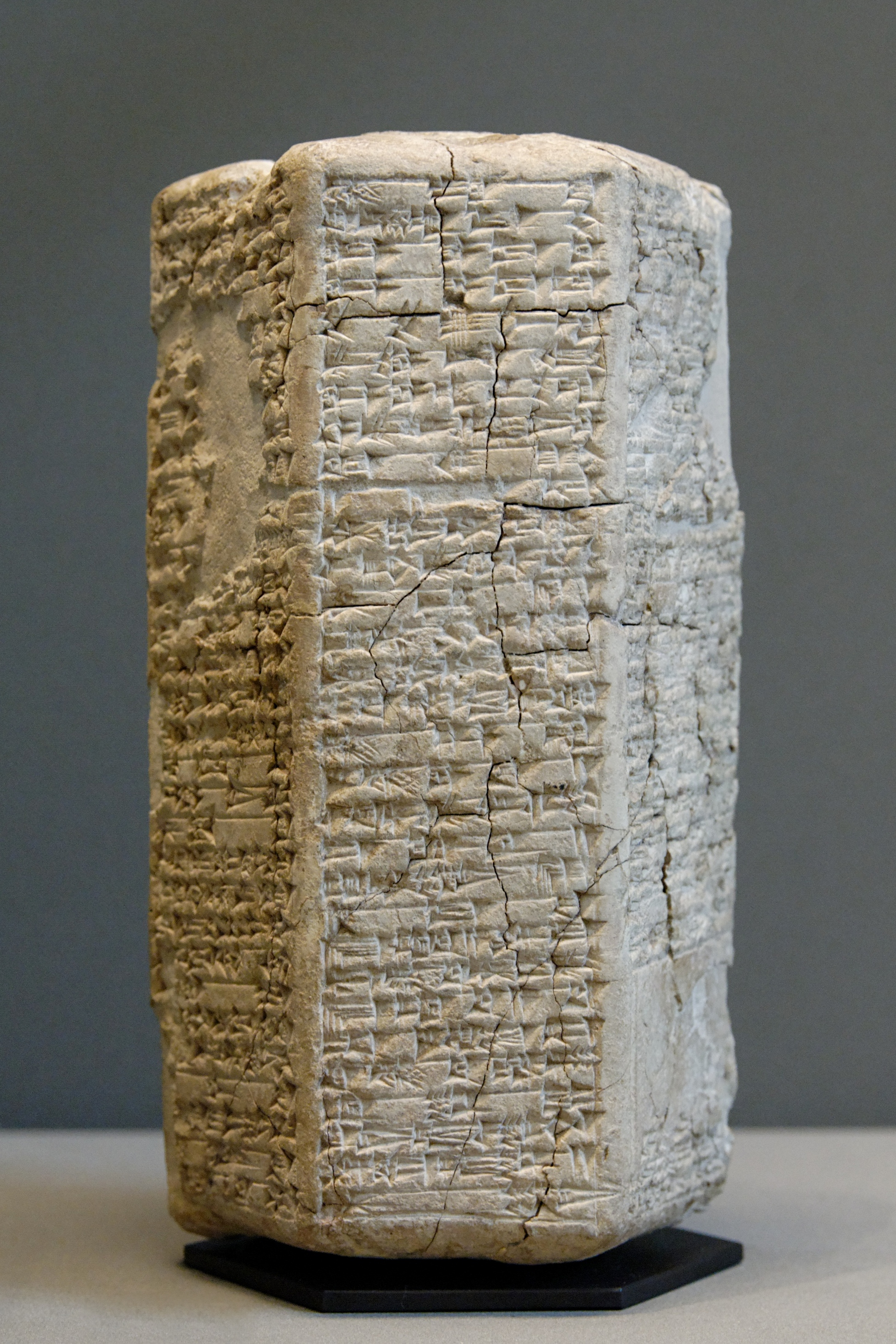
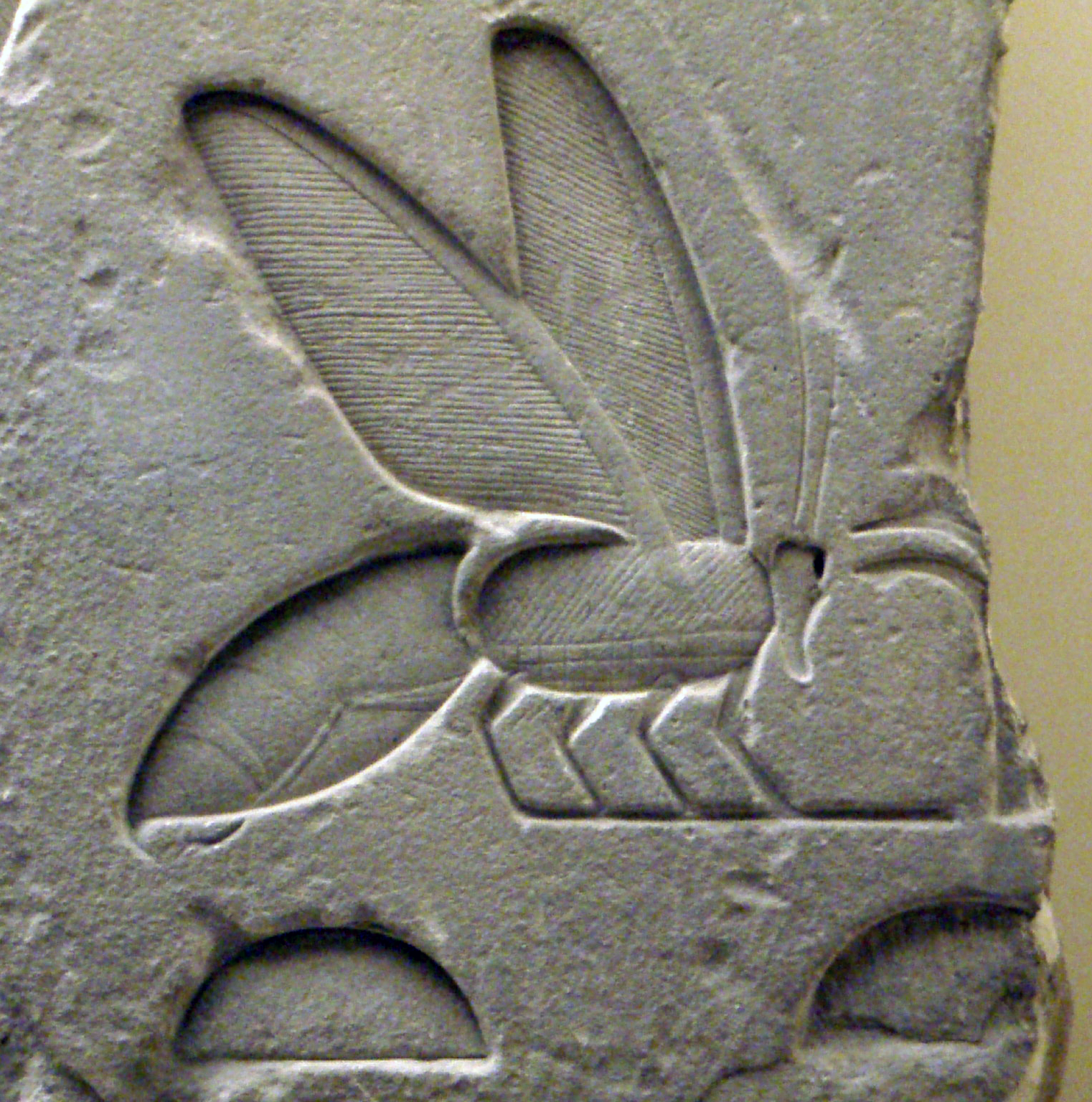
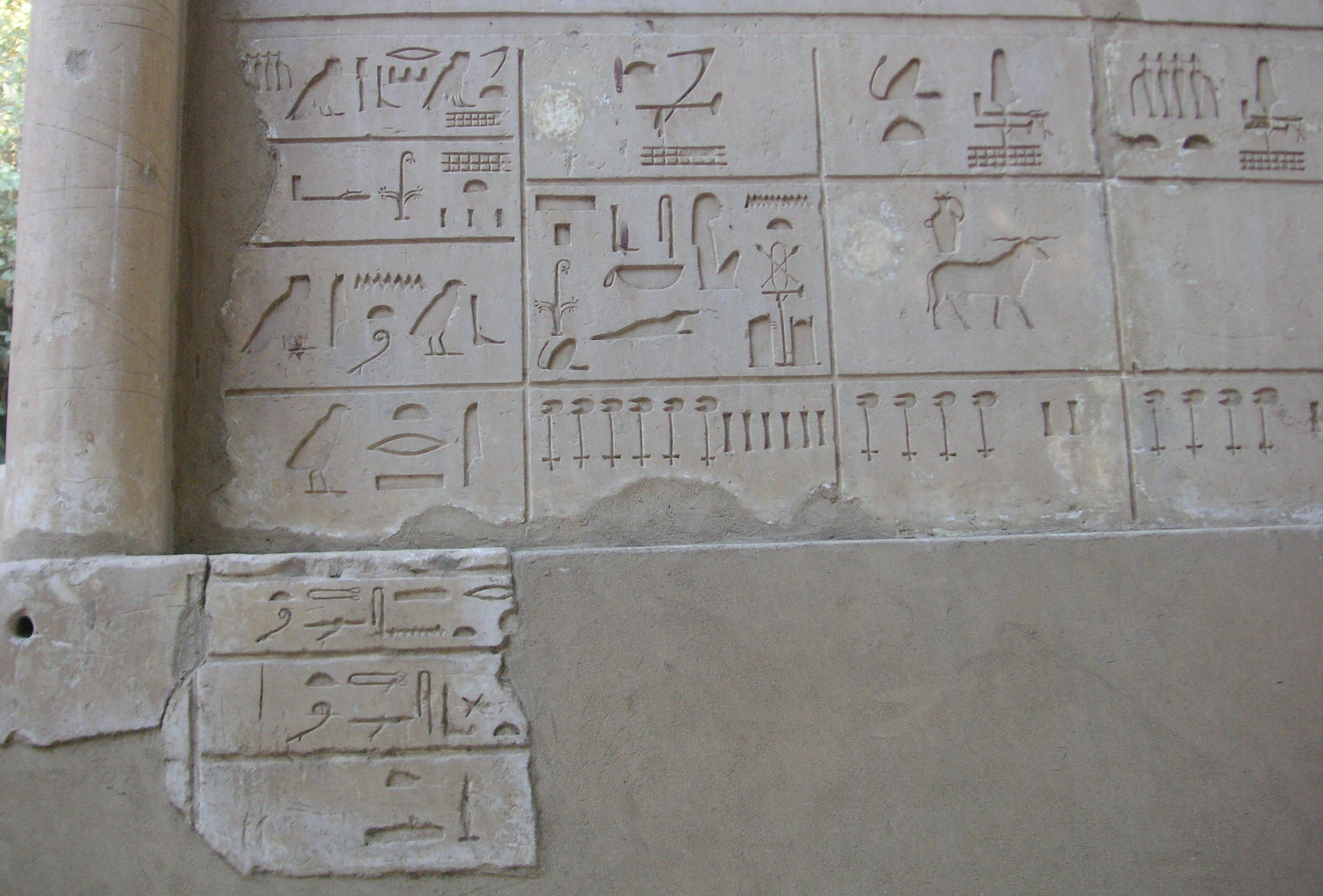
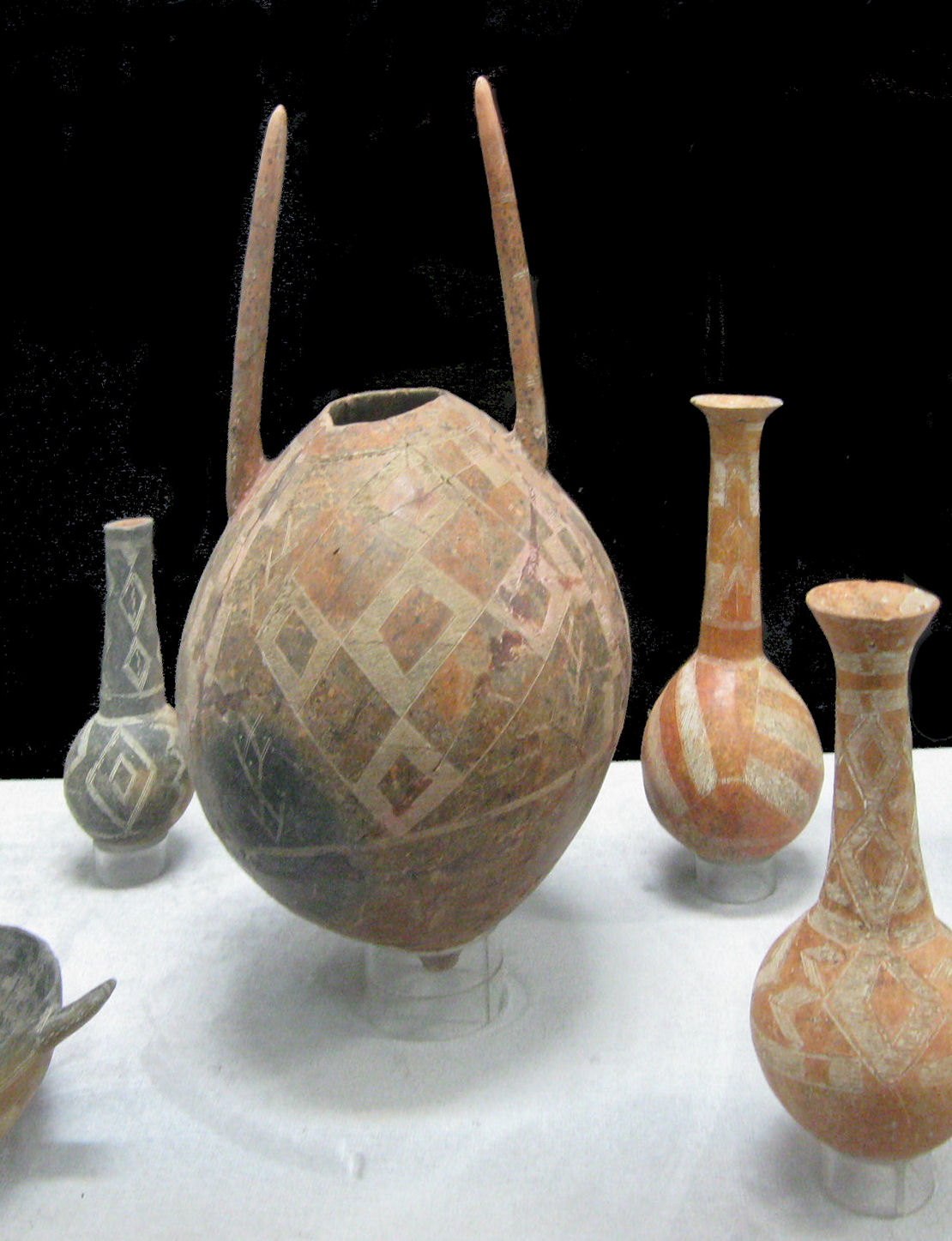
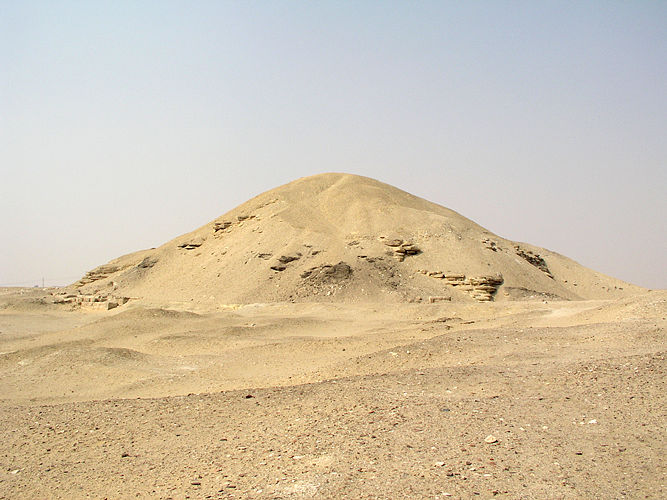
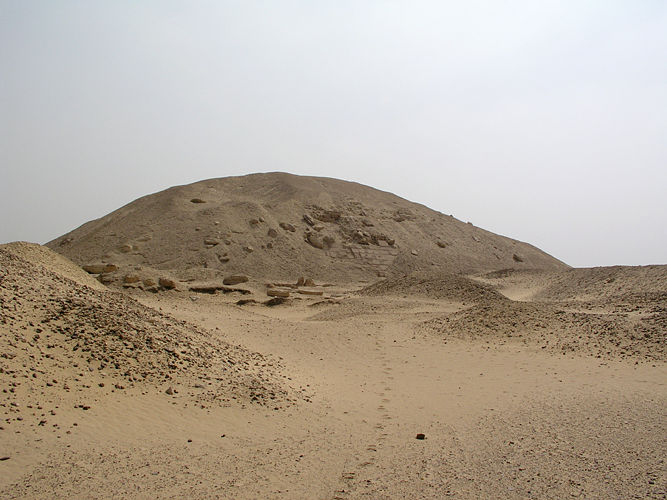
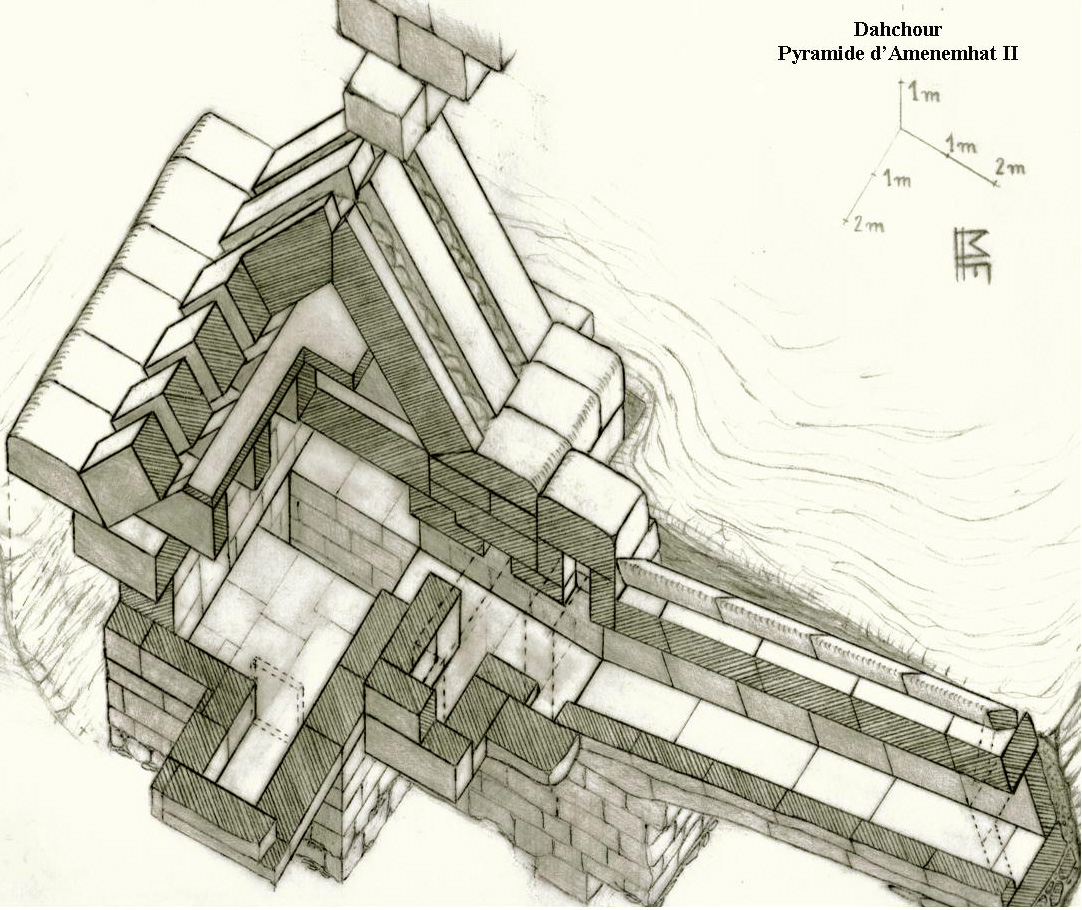
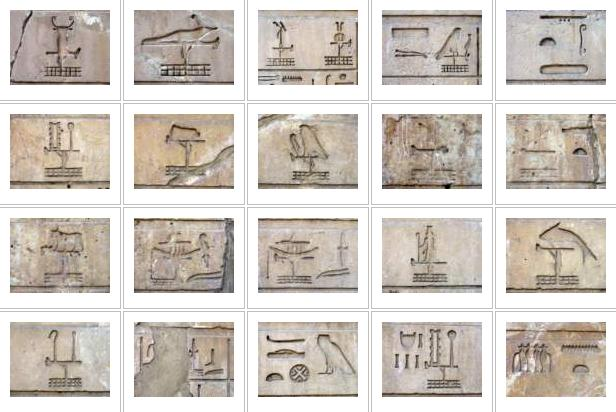
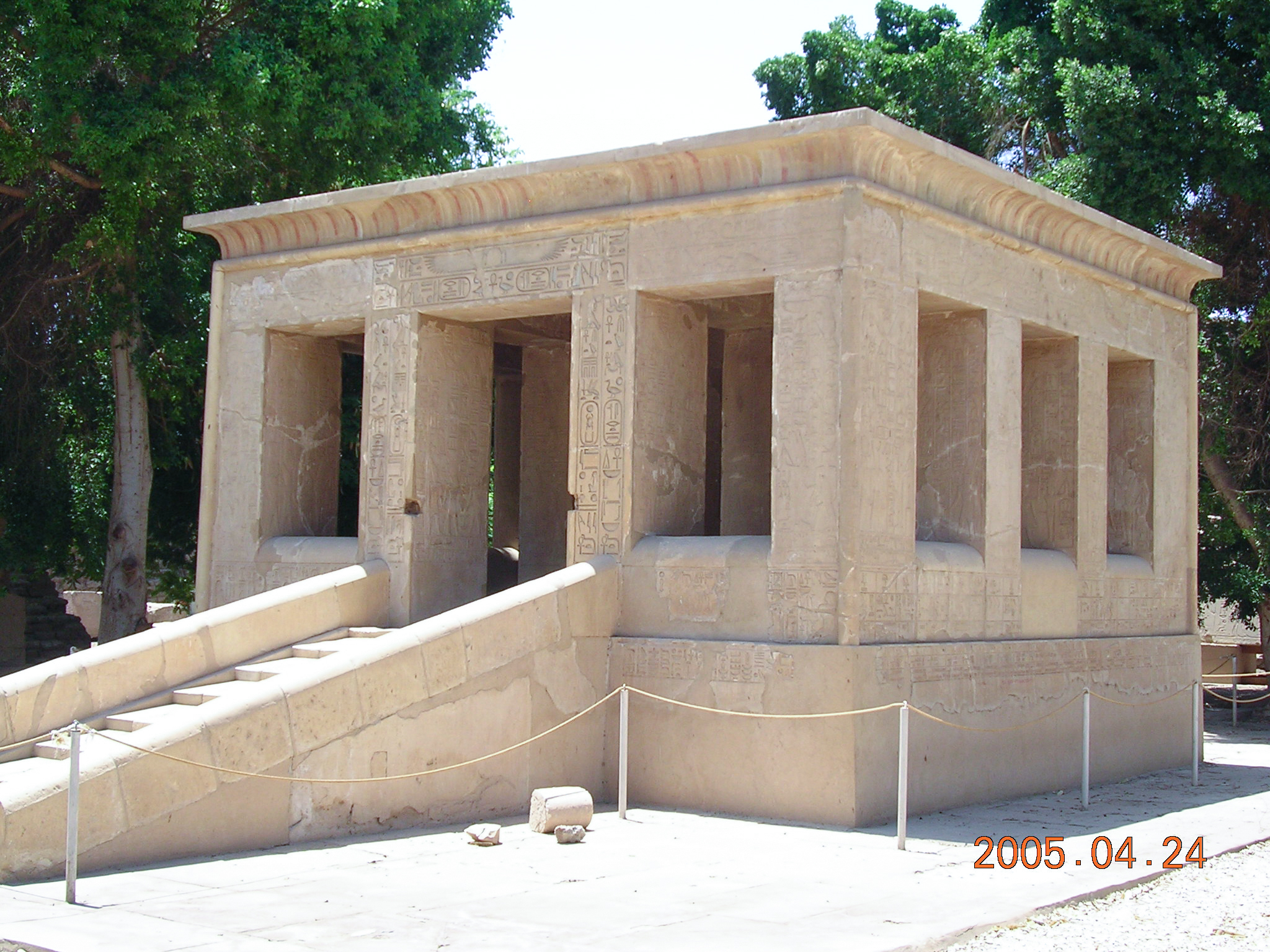

## Decenii
| Anii 1990 î.Hr. | Anii 1980 î.Hr. | Anii 1970 î.Hr. | Anii 1960 î.Hr. | Anii 1950 î.Hr. | Anii 1940 î.Hr. | Anii 1930 î.Hr. | Anii 1920 î.Hr. | Anii 1910 î.Hr. | Anii 1900 î.Hr. |